# Ross 128 b
Ross 128 b là một hành tinh ngoài hệ Mặt Trời, nhiều khả năng là hành tinh đất đá quay quanh sao chủ lùn đỏ Ross 128 theo một quỹ đạo với các điều kiện thích hợp cho sự sống, nằm cách Trái Đất khoảng 11,03 ± 0,02 năm ánh sáng. Với khoảng cách này, Ross 128 b và sao chủ Ross 128 đã trở thành hệ hành tinh ngoài hệ Mặt Trời gần chúng ta thứ ba sau  Barnard và hệ Alpha Centauri (cách 4,2 năm ánh sáng). Đây là hành tinh ngoài hệ Mặt Trời có kích cỡ tương đương với Trái Đất gần thứ nhì được khám phá (sau Proxima Centauri b).

## Phát hiện và đặt tên
Việc phát hiện hành tinh quay quanh sao Ross 128 được Tổ chức Nghiên cứu thiên văn châu Âu tại Nam Bán cầu phỏng đoán dựa trên phân tích dữ liệu thu được bởi hình ảnh quang phố HARPS từ đài thiên văn La Silla, Chile

## Mô tả

### Khối lượng, bán kính và nhiệt độ
Bằng phương pháp đo Hiệu ứng Doppler của quang phổ xuyên tâm sao chủ, các nhà khoa học ước tính rằng khối lượng Ross 128 b vào khoảng 1,35 lần M⊕ (806×1024 kg). Ross 128 b có khối lượng nhỉnh hơn chút so với hàng xóm Proxima Centauri b vốn có khối lượng quan sát thấy là khoảng 1,27 lần M⊕. Khối lượng thấp của Ross 128 b cho thấy nhiều khả năng hành tinh này có thành phần là đất đá rắn.

### Quỹ đạo quay quanh sao chủ và tự quay
Ross 128 b có quỹ đạo quay rất gần sao chủ Ross 128, với bán kính chỉ xấp xỉ 1/20 bán kính quỹ đạo quay Trái Đất quanh Mặt Trời, với chu kỳ quay khoảng 9,9 ngày. Quỹ đạo quay này khá tròn, độ lệch tâm 0,036. Với quỹ đạo này, các nhà khoa học đoán định hành tinh bị Khóa thủy triều vào sao chủ: chu ký tự quay quanh trục bằng chu kỳ quay quanh sao chủ, nghĩa là lúc nào cũng quay một mặt về phía Ross 128. Một nửa hành tình Ross 128 b sẽ luôn luôn là ban ngày, nửa kia luôn là ban đêm.

### Sao chủ

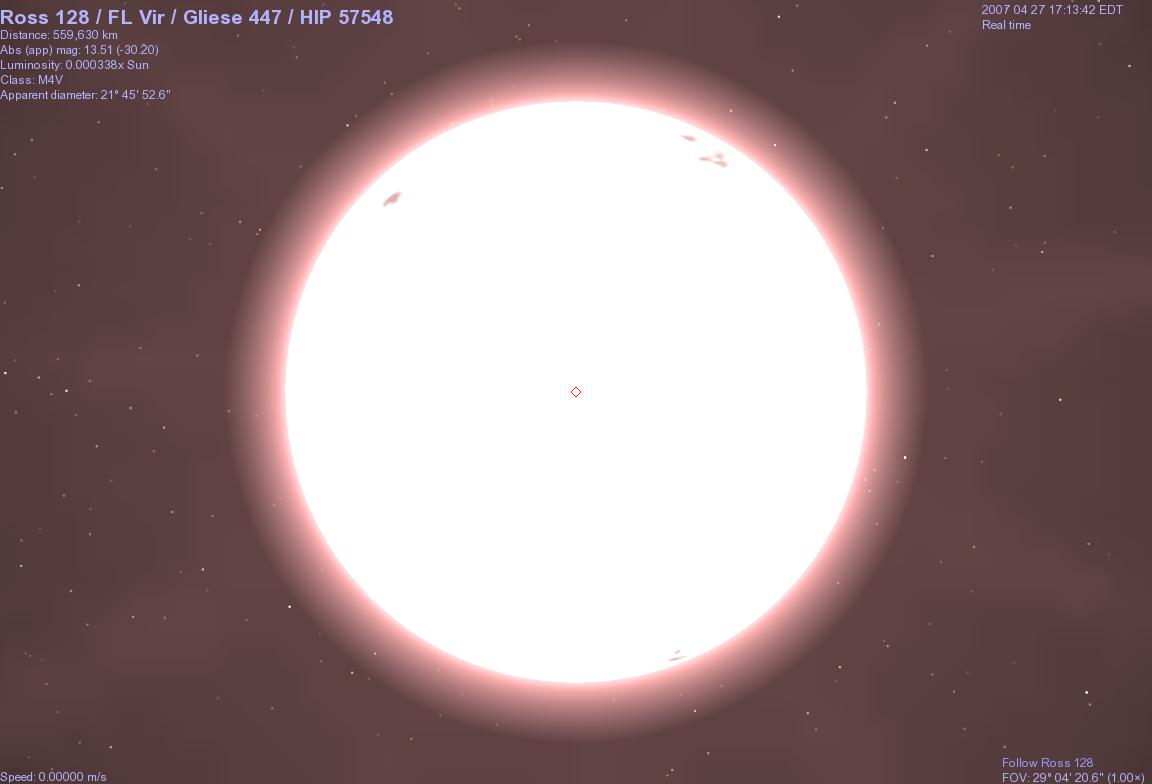
Sao lùn đỏ Ross 128

Ross 128 b quay quanh sao chủ Ross 128. Ross 128 là một sao lùn đỏ lớp M4V, có khối lượng khoảng 0,168 ± 0,017 khối lượng Mặt Trời, bán kính 0,1967 ± 0,0077 bán kính Mặt Trời, độ sáng xấp xỉ 0,00362 ± 0,00039 độ sáng của Mặt Trời, nhiệt độ bề mặt 3192 ± 60 K, có tuổi thọ 9,45 ± 0,60 tỷ năm. Với khoảng cách 11,03 năm ánh sáng, Ross 128 xếp hạng thứ 12 trong số các sao gần chúng ta nhất. Ross 128 quay quanh Ngân Hà theo một quỹ đạo có độ lệch tâm 0,122 nghĩa là khoảng cách tới tâm dao động 26,8-34,2 nghìn năm ánh sáng. Hệ sao Ross 128 hiện đang dịch chuyển về phía hệ Mặt Trời, với khoảng cách gần nhất sau 71.000 năm là 6,233 ± 0,085 năm ánh sang, khiến nó trở thành sao gần chúng ta nhất lúc đó.

## Điều kiện cho sự sống
Ross 128 b tính đến năm 2018 vẫn chưa được xác định rõ là khu vực có thể sống được hay không; hành tinh này nằm gần mặt trời của nó hơn và do đó nhận được nhiều bức xạ từ sao chủ của nó nhiều hơn Trái Đất khoảng 38%. Với tác động của dòng bức xạ khá mạnh từ sao chủ, hành tinh này dễ bị mất nước hơn, đặc biệt là ở phía đối diện với sao chủ. Hành tinh hiện vẫn chưa được xác định là có khí quyển hay không vì vẫn chưa quan sát được nó đi qua sao chủ. Tuy nhiên, nếu nó có khí quyển thì bầu khí quyển này sẽ giúp điều hòa năng lượng nhận được từ Ross 128 khắp bề mặt và tạo điều kiện cho việc tích trữ nước lỏng.  tại CNRS lưu ý khả năng các đám mây có thể che phủ bề mặt đối diện đáng kể, góp phần ngăn cản bức xạ từ sao chủ và giữ cho khí hậu mát mẻ. Nhiệt độ bề mặt hành tinh được dự đoán khoảng 10°C